# 第124飛行隊 (イスラエル空軍)
イスラエル空軍 第124飛行隊（124 Squadron） は、イスラエル航空宇宙軍で最初にヘリコプターを運用した飛行隊である。別名としてローリングソード・スコードロン（The Rolling Sword Squadron）とも呼ばれ、飛行隊エンブレムもヘリコプターの回転翼を回転する剣に見立ててイラスト化したものである。
第124飛行隊が独立した飛行隊となったのは1958年からであるが、イスラエル空軍としてのヘリコプター運用の歴史は1951年から始まっている。

## 歴史

### 第124飛行隊設立前
イスラエル空軍は1948年から1949年にかけての独立戦争(第一次中東戦争)の時点において既にヘリコプターの重要性・利点に気づいており導入の検討を始めていた。独立戦争後の1950年にはアメリカ合衆国から4機のヒラー360の購入契約を取り付けた（この後、予算の都合で2機に減らされた。）。
1951年5月に、2機のヒラー360がパイロットのロバート・ニューコム、エンジニアのジョージ・ポウルと共にイスラエルのハイファ港に到着した。2機のヒラー360はエクロン空軍基地(現在のテルノフ空軍基地)で組み立てられ、"3301"、"3302"の機番が付けられ、無事に飛行できる状態となった。
完成した2機のヒラー360を使い、エクロン基地での訓練が始められた。1951年8月になると、ロバート・ニューコムとジョージ・ポウルはアメリカに帰国し、2機のヒラー360はラムラの第100飛行隊の元で運用される事となった。この後1952年には、イスラエル空軍はヒラー360を組み立てたエンジニアらをアメリカ合衆国に派遣し、より大型の輸送ヘリコプターであるシコルスキー S-55のメンテナンス訓練を行わせている。
1951年12月にはヒラー360が初めて本格的な任務に投入された。キブツ・パルマヒムが洪水により孤立し、パイパー カブのような航空機では強風で近づけないため、ヒラー360が選ばれた。ヒラー360は孤立したキブツ・パルマヒムに物資を届けることに無事成功した。この後1952年から1955年に掛けて、ヒラー360は転覆した沿岸警備隊のボートの乗員救助、緊急着陸したP-51 マスタングのパイロット救出など、幾度かの任務に投入されている。1953年4月には、後に第124飛行隊長となるウリ・ヤロムが初めてのヒラー360での飛行訓練を行っている。
1954年4月には3301号機が映画の撮影のために低空飛行していたところ、テイルローターが地面に接触し損傷した。この時は修理により復帰したが、翌1955年7月のテスト飛行中に3301号機は再度墜落し、パイロットは無事であったが3301号機は失われた。
1956年11月になるとアメリカから2機のシコルスキー S-55が導入され、テルノフ空軍基地の第103飛行隊の指揮下に新たに編成されたヘリコプター小隊で運用される事となった。これに伴いラムラの第100飛行隊でヒラー360を運用していたパイロットや技術者達も、残されたヒラー360 3302号機と共に第103飛行隊のヘリコプター小隊に移動し、ウリ・ヤロムがこの小隊の隊長となった。尚、この頃にはいわゆる第二次中東戦争が勃発していたが、S-55はこの戦争では実戦投入されなかった。ヒラー360は1956年11月に物資の輸送に使用された記録が残っているが、12月には3301号機と同様に墜落事故を起こし、修理されたもののこれ以降の作戦投入は見合わされた。
1957年には、フランスのシュド・エスト/シュド・アビアシオン製 SE.3130 "アルエットII"ヘリコプター1機がイスラエル空軍に寄贈される事となった。アルエットIIは世界で初めてターボシャフトエンジンを搭載したヘリコプターで、1955年に初飛行したばかりの新型機であった。寄贈したのはフランス在住のユダヤ人資産家の女性で、彼女の希望により、このアルエットII "03" 号機の機体には"主を恐れよ" (Fear the lord) という聖書の言葉がヘブライ語で記され、また戦闘行為には用いず、救出や輸送任務に用いられる事となった。
またこれとほぼ時を同じくして、1957年1月にヘリコプター小隊の飛行隊長ウリ・ヤロムら数名のイスラエル軍仕官がアルジェリアを訪れ、フランス空軍がアルジェリア民族解放戦線(FNL)との戦いでどのようにヘリコプターを運用しているのかの視察を行った。フランス軍はアルエットIIを運用しており、ヤロム自身もアルエットIIのテスト飛行を行った。S-55のエンジン性能に不満を持っていた彼らは帰国後、軍に対してアルエットIIおよびシコルスキー S-58の導入を強く勧めた。
1957年7月には寄贈された最初のアルエットIIが第103飛行隊のノール ノラトラによりテルノフ空軍基地に空輸され、飛行可能な状態となりヘリコプター小隊で運用が開始された。この03号機は、1961年に3機が追加配備されるまでイスラエル空軍の唯一のアルエットIIであった。

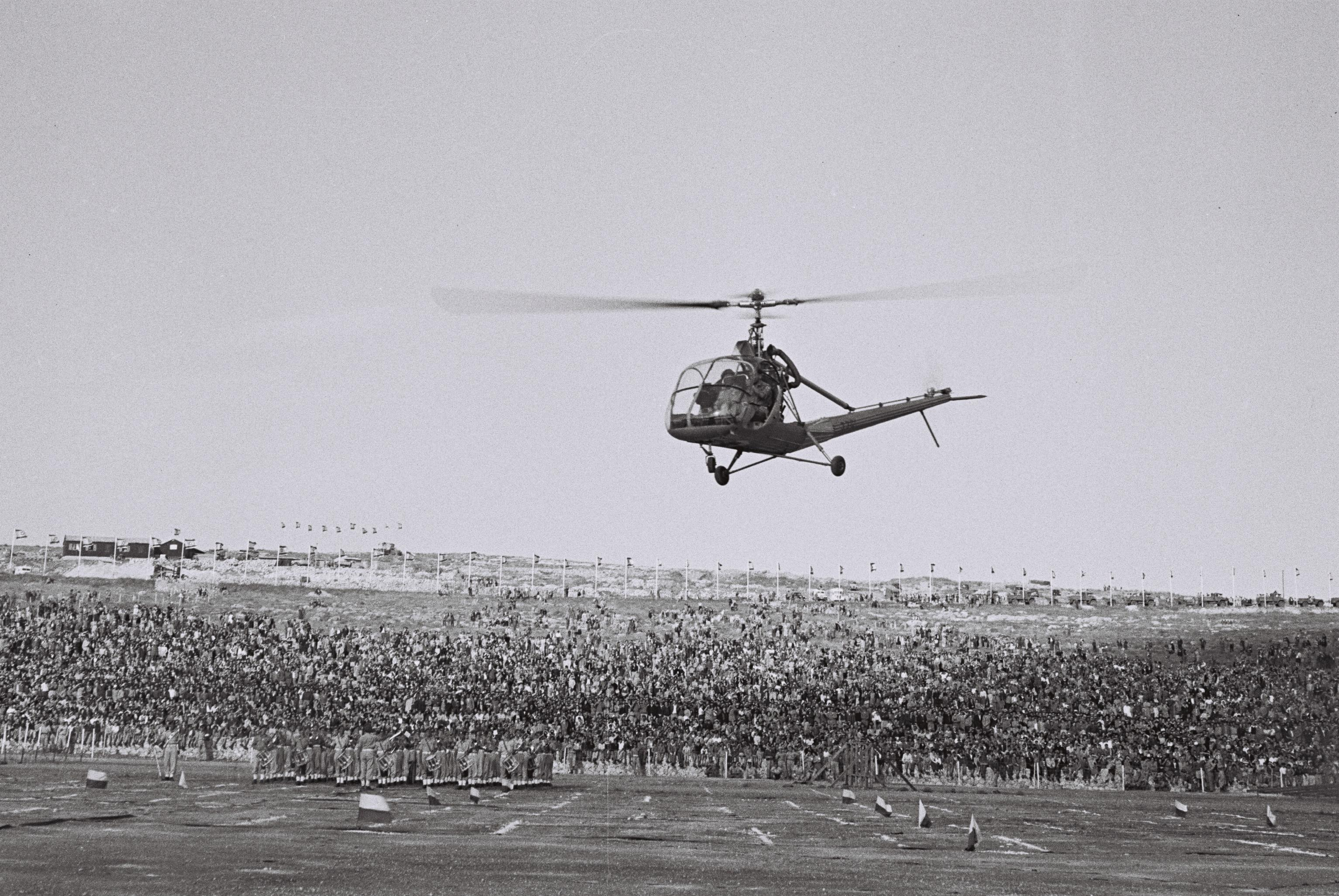
最初の導入機、ヒラー360。1952年。
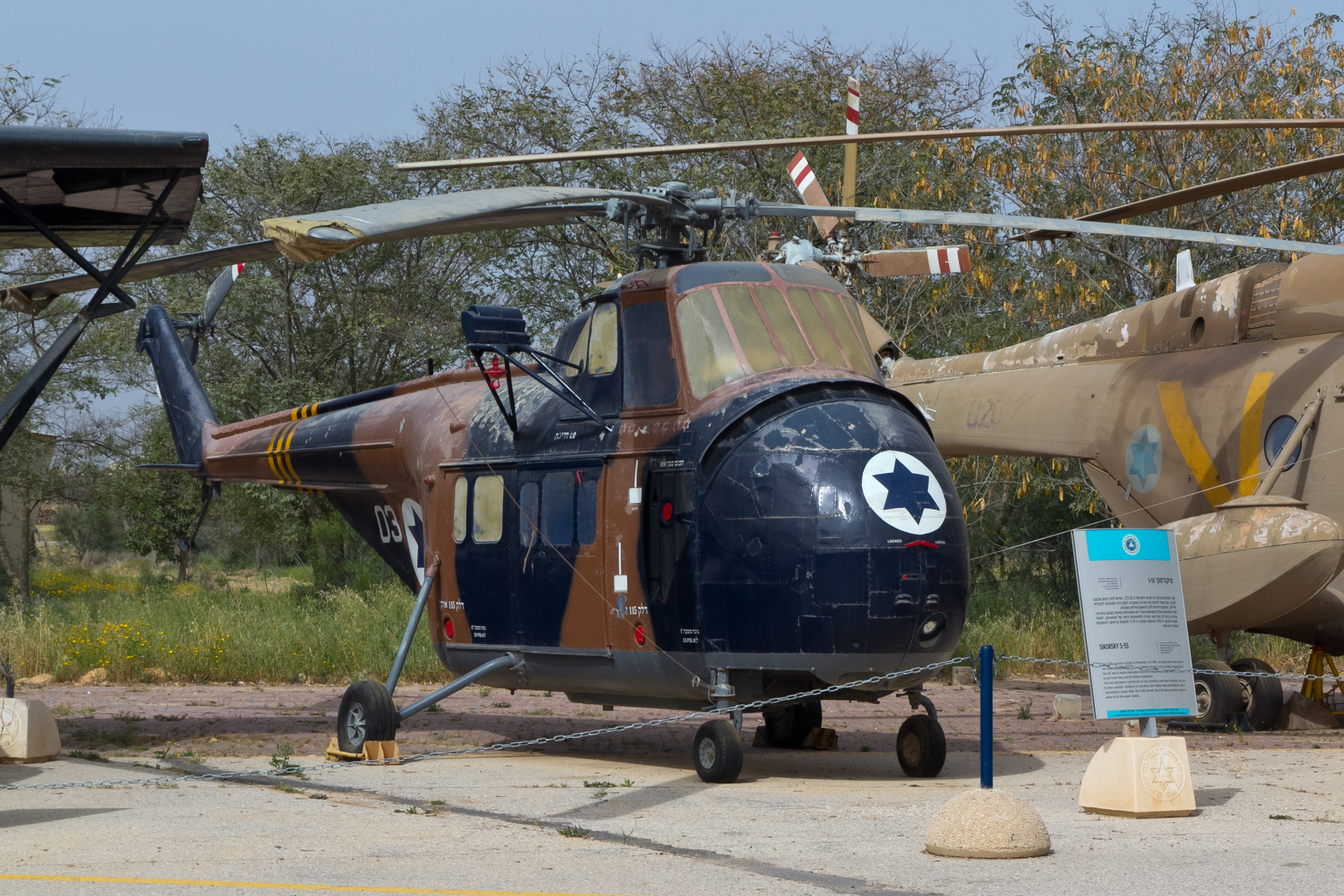
シコルスキー S-55。イスラエル空軍博物館の展示機。

### 第124飛行隊設立後
1958年1月になると、第103飛行隊のヘリコプター小隊は第124飛行隊 (124 Squadron) として独立した飛行隊となり、ウリ・ヤロムが引き続き飛行隊長となった。1958年2月には、最初の2機のシコルスキー S-58がイスラエルに到着し、3月にはもう2機が届き、これらの機も第124飛行隊の装備となった。また同年、S-55が6機追加配備されたが、S-55のエンジンはイスラエルの気候にあまり適さないとして、1963年に退役するまでの間、主に海上/洋上での任務に用いられた。
1959年の夏には空軍司令官であったエゼル・ヴァイツマンが自身の手によりアルエットIIのテスト操縦を行った。また1959年の終わりから60年初頭に掛けて、アルエットIIによるノールSS.11対戦車ミサイルの発射試験が行われたがうまくいかず、以後アルエットIIが対戦車ヘリコプターとして使われることは無かった。また、イスラエル空軍の最初のヘリコプターとなったヒラー360 "3302"号機は1959年11月に退役となり、アメリカの個人ユーザーに売却された。
1961年1月になると、破綻したイスラエルの民間航空会社"アルキア＝アリザ"の保有していた3機のアルエットIIがイスラエル空軍に引き渡され、軍仕様に改造されて"06"、"08"、"09"の機番が付けられて第124飛行隊に加わった。この後、1961年9月に09号機が墜落により損傷し修理のためフランスに送られ、1964年には08号機が墜落し失われた。
1962年には、西ドイツ空軍から放出された24機のS-58が秘密裏にイスラエルに持ち込まれ、こちらも第124飛行隊の装備となった。1963年には、第124飛行隊の飛行隊長がウリ・ヤロムからハイム・ナヴィへと交代した。またS-58の増加により人員が不足気味となり、結果としてS-55は退役し空軍技術学校に移管された。
1965年2月になると、ウリ・ヤロムがスデ・ドブ空軍基地の司令官となった。この時に残っていた2機のアルエットIIもスデ・ドブ基地で運用される事になり、これを運用する部隊として 第100飛行隊の元に"軽ヘリコプター小隊" が編成された。これにより、第124飛行隊の運用機は28機のS-58に統一された。1967年の第三次中東戦争の後、この小隊は第125飛行隊として独立した飛行隊となった。
1965年5月にはウリ・ヤロムはヘリコプターの市場調査のためフランスに派遣され、ここでアメリカのベル社との関係を構築し、ベル47の購入契約を取り付けた。イスラエル空軍は1965年9月に13機のベル47Gを購入し、これを運用する部隊として、テルノフ空軍基地に第123飛行隊 "サウザン・ベルズ・スコードロン / サウザン・ヘリコプター・スコードロン" が編成された。編成時のメンバーは第124飛行隊からも割り振られていた。
1967年の第三次中東戦争では、第124飛行隊のS-58、第125飛行隊のアルエットII、第123飛行隊のベル47Gはそれぞれ作戦参加した。第124飛行隊のS-58は主に空挺兵を敵前線後方に侵入させるミッションに投入された。尚、アルエットIIは指揮官の移動に、ベル47Gは連絡や観測任務にそれぞれ投入された。
第124飛行隊のS-58は第三次中東戦争後の1968年に作戦投入されたのを最後に退役した。また第123飛行隊のベル47も同じ頃に退役した。1968年から1969年に掛けて、第124、第123飛行隊にはアメリカ製のベル ヒューイシリーズのベル 205が配備された。
1972年頃には第123飛行隊は南部のハツェリム空軍基地に拠点を移し、第124飛行隊は主に北部を担当し、第123飛行隊は南部を担当するようになった。
1973年の第四次中東戦争にはベル205を装備して参加したが、この戦争の戦訓に基づきベル205の後継機種の検討が早くも行われ、1975年には第124飛行隊のベル205は双発型のベル 212"ツインヒューイ"への更新が始められた。
1981年8月になると、第124飛行隊は拠点をテルノフ空軍基地からパルマヒム空軍基地に移した。1982年のガリラヤの平和作戦においては、第124飛行隊はそれまでに失っていた2機に加え、更に2機のツインヒューイを失った。
1983年には、アメリカ製の新型輸送ヘリコプターUH-60 "ブラックホーク"が1機イスラエルに持ち込まれ、評価が行われた。結果は良好で、イスラエル空軍はこの機種をツインヒューイの後継として最適であると考えたが、予算上の都合ですぐには導入できなかった。
またこの頃、イスラエル海軍が船舶に搭載されたレーダーの射程範囲よりも長射程のハープーン対艦ミサイルを導入したことから、海軍艦船により長距離のレーダー索敵能力を与えるためのヘリコプターの導入が検討され、AS365 ドーファンが選定された。1985年7月に最初の2機のAS365がイスラエル軍に納品され、第124飛行隊に配備された。1987年4月になると、AS365を運用する部隊は第193飛行隊として独立した組織となった。
1994年8月になると、アメリカ陸軍で余剰化した中古のUH-60A 10機がイスラエルに供与される事となり、5機ずつが2機のC-5 ギャラクシーによりイスラエルに空輸された。UH-60A には"ヤンシャフ" (yanshuf, ヘブライ語でフクロウの意) の愛称が付けられ電子機器の改修などが行われた後、第124飛行隊の装備となった。これに伴い第124飛行隊の何機かのツインヒューイは第123飛行隊に移管された。
1997年には、イスラエル空軍はシコルスキー社との間に S-70A-50 15機の導入契約を結んだ。S-70A-50はアメリカ陸軍向けのUH-60L相当の機体で、イスラエル軍向けの電子機器などが搭載された状態で製造される事となっていた。最初の5機は1997年5月にイスラエルに空輸され、7月頃には組み立てが完了し、第124飛行隊に配備された。この15機の追加配備に伴い、第124飛行隊に残っていたツインヒューイは全て第123飛行隊に移管された。尚、初期に導入されたUH-60AもS-70A-50相当に改修を受けた。
この後、2002年には追加発注されたS-70A-50（24～35機）がイスラエル空軍に追加導入され、これらはハツェリム空軍基地の第123飛行隊に配備された。
2015年には第123飛行隊がパルマヒム空軍基地に移転し、パルマヒム基地でのUH-60系列の集中運用体制が取られるようになった。

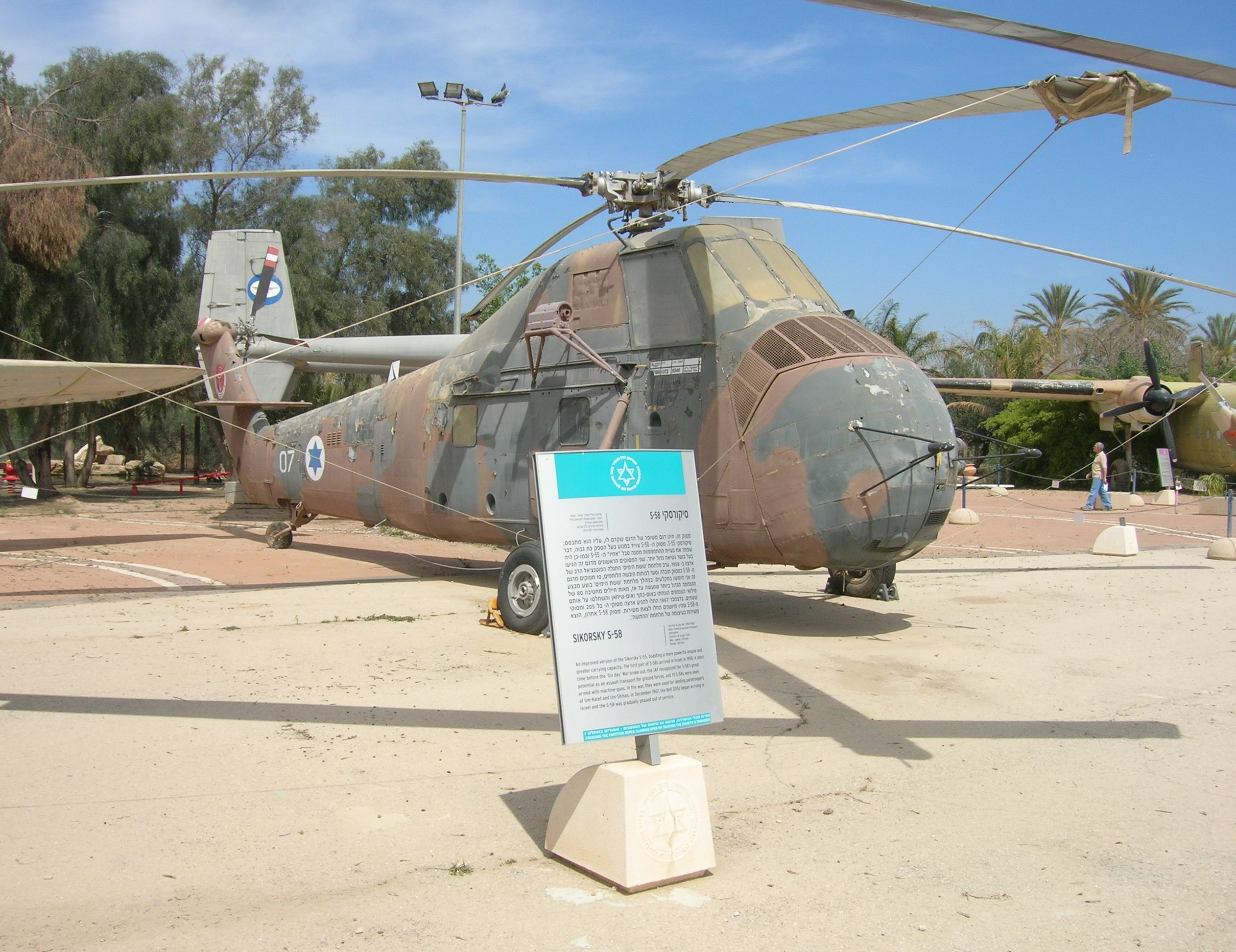
シコルスキー S-58。イスラエル空軍博物館の展示機。
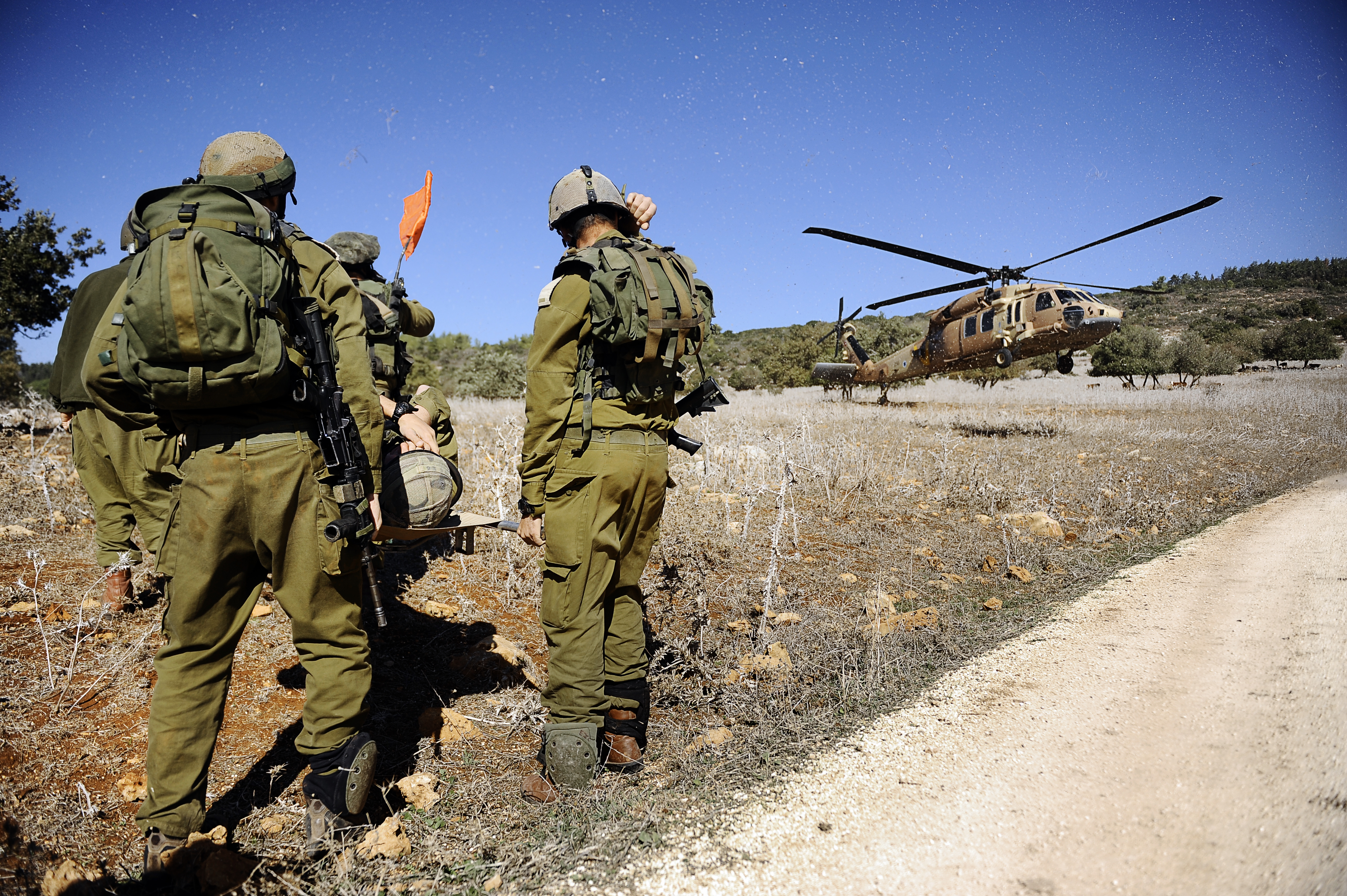
ナハル旅団との合同訓練を行う第124飛行隊のUH-60L。